# Elin Westerlund
Elin Anna Sofie Westerlund (folkbokförd Vesterlund), född 4 februari 1990 i Karlskrona, är en svensk friidrottare, i första hand häcklöpare, på nationell elitnivå. Hon tävlade förut för KA 2 IF från Karlskrona, men numera för Spårvägens FK.

## Karriär
Westerlund tog sitt första SM-guld vid tävlingarna i Falun 2010 då hon vann finalen på 100 meter häck med tiden 13,60.
Hon slutade träna vid 20 års ålder, födde barn och återkom på tävlingsbanan säsongen 2014. Efter några lovande resultat bröt hon foten och fick göra ett nytt uppehåll. Säsongen 2016 återkom hon dock och förbättrade flera personliga rekord.
Vid Europamästerskapen i Amsterdam år 2016 deltog Westerlund på 100 meter häck men fick bryta sitt försökslopp. 2019 tilldelades hon Stora grabbars och tjejers märke.

## Finnkampen
Elin Westerlund har representerat Sverige i Finnkampen med följande resultat:
- Göteborg 2009
  - Femteplats på 100 meter häck, tid: 13,86
- Helsingfors 2010
  - Fjärdeplats på 100 meter häck, tid 13,60
- Tammerfors 2016
  - Sjätteplats på 100 meter häck, tid 13,74

## Personliga rekord
| Utomhus - 100 meter – 11,85 (Boissano, Italien 24 juli 2018) - 100 meter – 11,88 (Helsingborg 25 augusti 2017) - 200 meter – 24,72 (Karlstad 14 augusti 2010) - 200 meter – 24,72 (Karlstad 15 augusti 2010) - 800 meter – 2:24,51 (Vejle, Danmark 24 juni 2007) - 100 meter häck – 13,11 (Sollentuna 28 juni 2016) - Höjdhopp – 1,71 (Vejle, Danmark 23 juni 2007) - Längdhopp – 5,94 (Karlskrona 18 juni 2007) - Spjut – 24,27 (Vejle, Danmark 23 juni 2007) - Sjukamp – 4 971 (Vejle, Danmark 24 juni 2007) | Inomhus - 60 meter – 7,69 (Eskilstuna 1 mars 2008) - 60 meter – 7,72 (Florö, Norge 28 januari 2017) - 200 meter – 24,78 (Malmö 31 januari 2016) - 800 meter – 2:30,83 (Göteborg 13 mars 2016) - 60 meter häck – 8,20 (Athlone, Irland 15 februari 2017) - Höjdhopp – 1,73 (Nyköping mars 2016) - Längdhopp – 5,92 (Malmö 27 januari 2008) - Kulstötning – 10,07 (Göteborg 13 mars 2016) - Femkamp – 3 879 (Göteborg 13 mars 2016) |